# Tafelsuiker

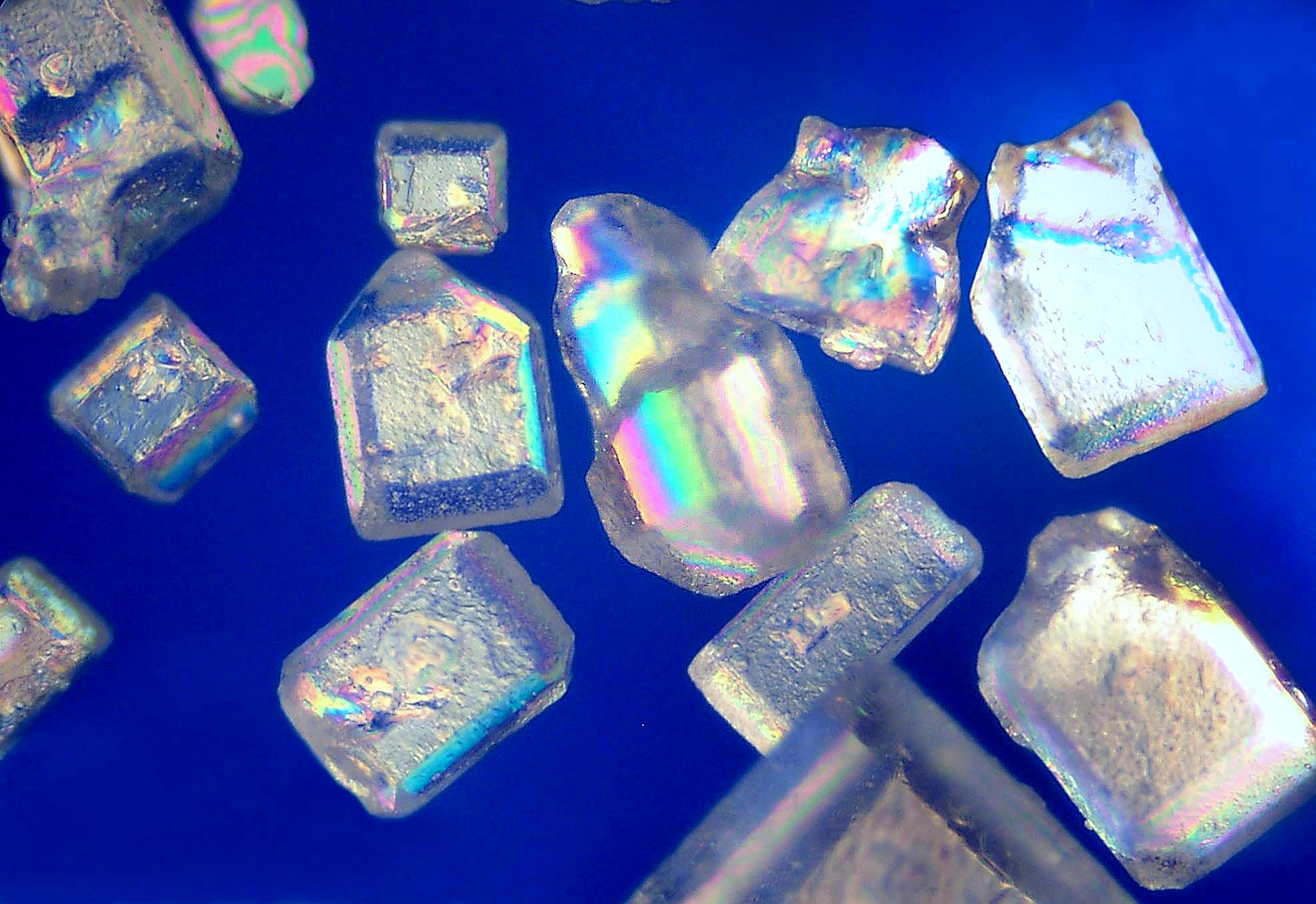
Suikerkristallen

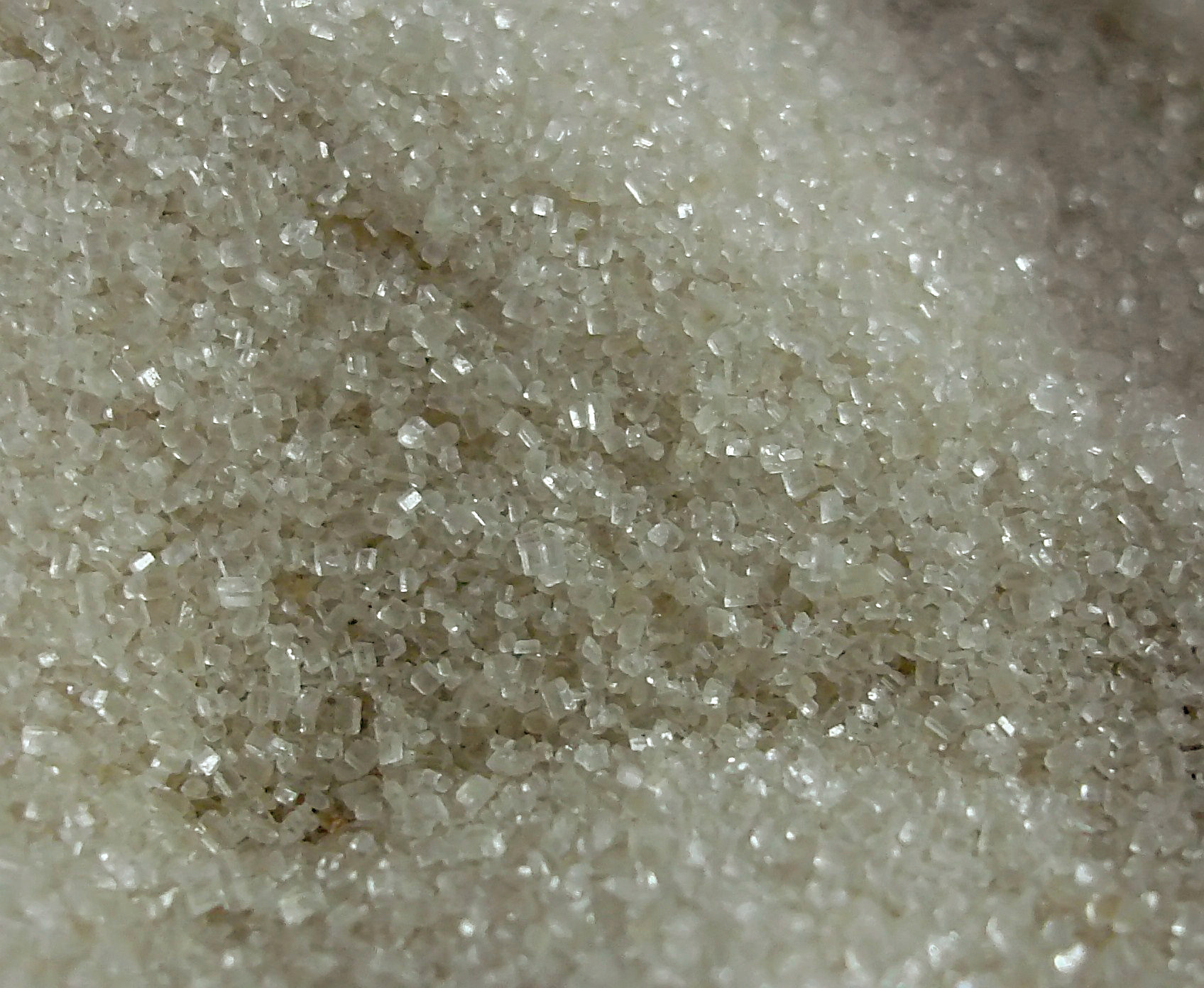
Ongeraffineerde ruwe suiker

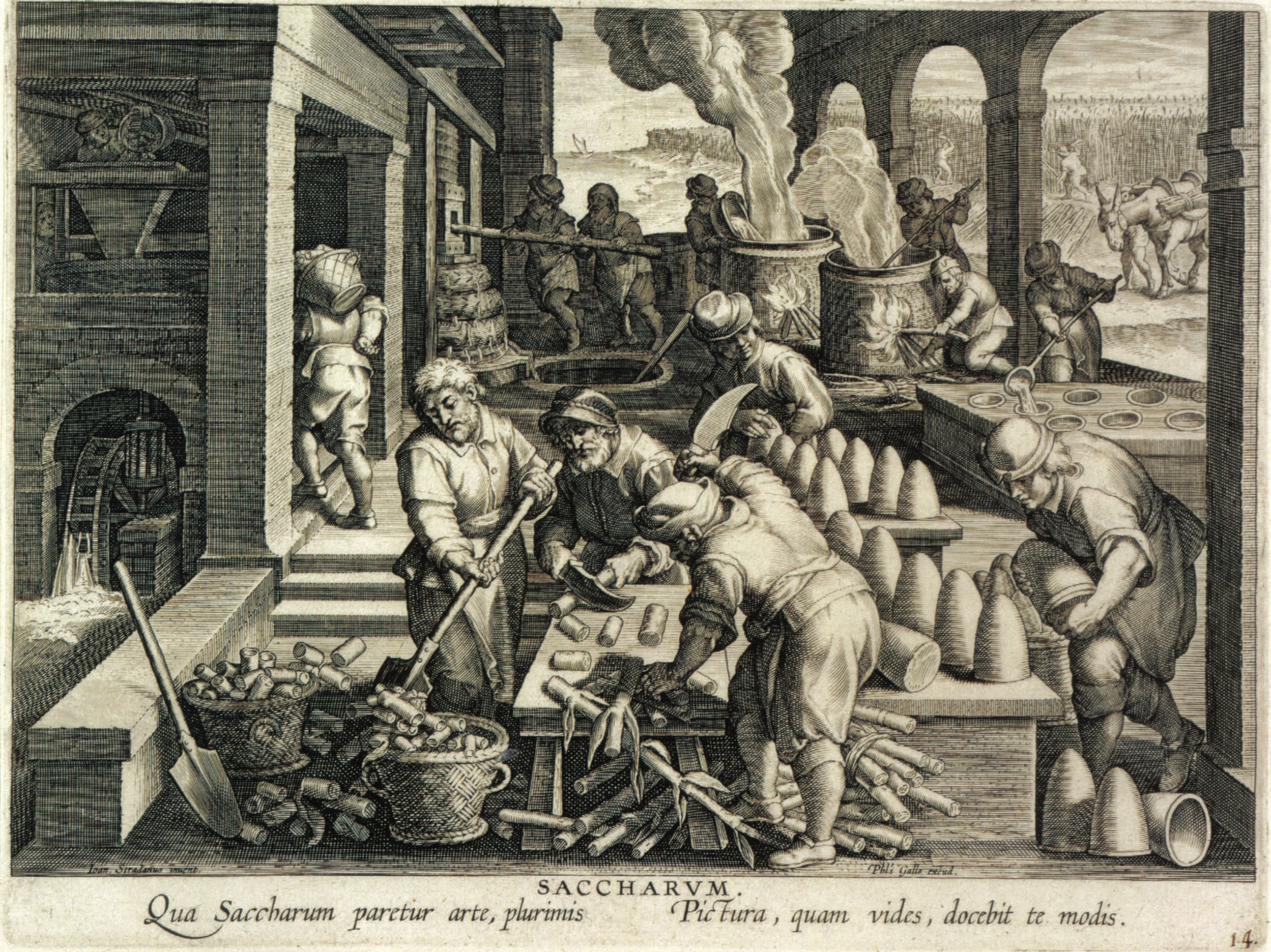
Vervaardiging van suikerbroden in de Caraïben. Gravure (1591) door Philip Galle, British Museum

Tafelsuiker of kortweg suiker, is een voedingsmiddel dat wordt gebruikt om zijn zoete smaak. De chemische naam voor tafelsuiker is sacharose. Sacharose, ook wel sucrose genoemd, is een koolhydraat, meer specifiek een disacharide met molecuulformule C12H22O11.

## Herkomst
Tafelsuiker wordt industrieel gewonnen uit respectievelijk suikerbieten in de vorm van kristalsuiker, suikerriet in de vorm van rietsuiker, of suikerpalm in de vorm van palmsuiker. Tijdens het raffinageproces in de suikerfabriek wordt de suiker uit de plant opgelost in heet water, en door middel van herkristallisatie en filtratie gezuiverd.

## Sacharose als voedingsmiddel
- Tafelsuiker wordt gebruikt voor de smaak (zoetstof) en de textuur (mondgevoel), die het aan een gerecht kan geven.
- Bij verhitting van zuivere sacharose wordt sacharose chemisch omgezet in karamel, met een typische smaak en kleur.
- In grotere concentraties dient suiker ter conservering van bijvoorbeeld fruit in jam en confitures. Suiker werkt, dankzij zijn wateronttrekkende werking, conserverend vanaf concentraties van 63%.

De energie-inhoud van suiker (sacharose) bedraagt 16,8 kJ per gram.

### Soorten suiker (sacharose) naast de gewone tafelsuiker
- basterdsuiker, met een fijne korrel en een zeker gehalte aan invertsuiker. Ingrediënt van gebak en roomijs.
- cassonade, lichtbruine rietsuiker.
- geleisuiker, voor bereiding van jam, marmelade en vruchtensauzen.
- 'griessuiker', een zeer zuiver geraffineerde suiker met een nog fijnere korrel, zodat hij zeer snel smelt/oplost en geschikt is voor koude bereidingen.
- kandij, grote suikerkristallen gebruikt in koffie en thee.
- moscovade, ongeraffineerde suiker, ruwe suiker.
- poedersuiker of bloemsuiker: met geheel vermalen korrel. Veelal in producten die niet gebakken worden, bijvoorbeeld sauzen, glazuur. Poedersuiker wordt ook gebruikt als decoratie en traditioneel over oliebollen gestrooid.
- vanillesuiker, met vanille of vanilline gearomatiseerde suiker, in cake, taart en koek. Volgens EU-richtlijnen mag alleen suiker met echte vanille vanillesuiker heten, in de praktijk wordt ook bij toegevoegde vanilline de benaming vanillesuiker gebruikt.

## Gezondheidsaspecten
Tijdens de spijsvertering wordt ieder sacharose-molecuul, door de werking van het enzym sacharase, gesplitst in een molecuul fructose en een molecuul glucose. Daarna volgt de omzetting door de lever van fructose in nog een glucosemolecuul. De in het bloed opgeloste glucose kan vervolgens, als zogenaamde bloedsuiker, door het bloed worden getransporteerd naar de lichaamscellen. Glucose vormt, via de celademhaling, de energiebron voor alle cellen. Voor de opname van glucose, vanuit het bloed de cellen in, is insuline nodig, een hormoon dat wordt aangemaakt in de alvleesklier.
Koolhydraten zijn een belangrijke voedingsstof voor het menselijk lichaam. De belangrijkste en natuurlijke vorm van koolhydraten wordt gevormd door zetmeel, dat in graanproducten als brood, pasta, rijst, en in aardappelen en peulvruchten ruim aanwezig is. Het met het voedsel ingenomen zetmeel wordt, net als suiker, tijdens de spijsvertering afgebroken tot glucose. Het koolhydraat (tafel)suiker is door raffinage kunstmatig aan suikerbieten of suikerriet onttrokken en levert het lichaam, behalve sacharose, geen andere voedingsstoffen. Wereldwijd is het gebruik van suiker sinds enige decennia sterk toegenomen, met frisdranken als een (vaak onvermoede) belangrijke bron. Een hoge suikerinname veroorzaakt overgewicht, met een hogere kans op welvaartsziekten als kanker, diabetes, hart- en vaatziekten en zelfs depressies. Industriële suiker komt voor als snoepgoed, in chocolade, in frisdrank, banket, maar wordt ook toegevoegd aan vleeswaren, soep, sauzen en aan kant-en-klaarmaaltijden.
Een ander gezondheidsaspect is cariës. Sacharose vormt in de mond een ideale voedingsbodem voor bacteriën. Deze bacteriën produceren een zuur dat het beschermende glazuurlaagje op het gebit kan aantasten. Hierdoor krijgen bacteriën rechtstreeks toegang tot de dentine.
Voor zowel volwassenen als kinderen raadt de Wereldgezondheidsorganisatie (WHO) aan de inname van vrije suiker te verminderen tot minder dan 10% van de totale energie-inname. (Guideline: Sugars intake for adults and children, 2015)
Er wordt regelmatig beweerd dat suiker net zo verslavend is als drugs. Het klopt dat suiker net als drugs het beloningssysteem beïnvloedt: ook suiker zorgt voor de afgifte van dopamine. Er is echter een verschil tussen een suikerverslaving en de verslaving aan drugs. Suiker heeft geen invloed op de neurotransmitters: er is niet steeds meer nodig om hetzelfde prettige gevoel te ervaren, en het stoppen met de inname van suiker geeft geen onthoudingsverschijnselen. Fysiologisch gezien bestaat een suikerverslaving dus niet. Dergelijk gedrag voldoet niet aan de criteria van ‘afhankelijkheid van een middel’, zoals deze wordt beschreven in het DSM-IV en door de Wereldgezondheidsorganisatie (WHO).
Het eten van veel suiker is eerder gewoontegedrag dat aangeleerd is. Omdat aan vele produkten suiker wordt toegevoegd door fabrikanten, kan deze gewoonte 'vanzelf ' ontstaan.

## Suiker wereldwijd
Van de wereldwijde suikerproductie is ongeveer 80% rietsuiker en de rest voornamelijk gemaakt van suikerbieten. De globale suikerproductie is gestegen van circa 53 miljoen ton in 1960 naar 175 miljoen ton in 2016, een gemiddelde groei van 2,1% op jaarbasis.
De meeste statistieken van suiker volgen de plant-oogst cyclus; een "suikerjaar" duurt daarom van oktober tot en met september. In 2023/24 werd wereldwijd een 184 miljoen ton suiker geproduceerd en de consumptie lag lager op 178 miljoen ton. De consumptie van suiker groeit gestaag met iets meer dan 2% op jaarbasis als gevolg van de aanwas van de bevolking en veranderingen in eetpatronen. De productie laat grotere fluctuaties zien mede als gevolg van weersomstandigheden. Ongeveer een-derde van alle suiker wordt internationaal verhandeld.
| Productie  | 163.536 | 143.888 | 153.517 | 161.642 | 170.967 | 177.918 | 176.026 | 177.582 | 164.868 | 174.050 |
| Consumptie | 150.855 | 152.487 | 153.776 | 156.103 | 160.202 | 165.846 | 167.017 | 168.062 | 169.484 | 170.612 |
| Export     | 50.903  | 47.881  | 51.902  | 56.088  | 57.819  | 55.634  | 57.881  | 55.013  | 53.959  | 59.039  |
|            | 2017/18 | 2018/19 | 2019/20 | 2020/21 | 2021/22 | 2022/23 | 2023/24 |         |         |         |
| Productie  | 194.259 | 179.347 | 165.496 | 180.262 | 180.676 | 179.145 | 183.827 |         |         |         |
| Consumptie | 172.687 | 172.370 | 170.225 | 171.131 | 173.959 | 176.430 | 177.567 |         |         |         |
| Export     | 65.097  | 57.090  | 53.273  | 64.065  | 64.819  | 62.075  | 63.314  |         |         |         |

De gebieden met de hoogste suikerconsumptie zijn India, met een aandeel van 17% in de wereldwijde consumptie, gevolgd door de Europese Unie (9%), China (9%), de Verenigde Staten (6%) en Brazilië (6%). De suikerconsumptie per hoofd verschilt sterk per land, in 2011 consumeerde de gemiddelde Chinees iets meer dan 11 kilogram suiker per jaar; in Brazilië lag dit op 59,5 kilogram. Brazilië, India, EU en China zijn de grootste producenten met een gezamenlijk aandeel van iets meer dan 50% van de globale suikerproductie. Brazilië was veruit de grootste exporteur van suiker met een aandeel van ruim 50%, gevolgd door Thailand en India.
De Braziliaanse suikerexport wordt naast de prijs van suiker ook sterk beïnvloed door de prijs van ethanol. Rietsuiker is een zeer goede grondstof voor de productie van ethanol. Ethanol wordt in Brazilië, maar ook daarbuiten, toegevoegd aan brandstof voor benzine-auto's maar in het land rijden ook veel auto's die bijna uitsluitend ethanol als brandstof gebruiken. Exporteurs zullen minder suiker exporteren als de vraag naar, en dus de prijs van, ethanol hoog is. Brazilië is ook de grootste producent en exporteur van ethanol wereldwijd. Verschuivingen in de toepassing van suiker, directe export of productie van ethanol, kunnen een groot effect op de wereldsuikerprijs hebben. Hierdoor is een relatie ontstaan tussen de prijs van aardolie en suiker.
De prijs van suiker komt tot stand op markten, ofwel door vraag en aanbod. Andere factoren, dan ethanol, die daarbij een rol spelen zijn de grootte van de oogst, de globale voorraadpositie van suiker, transportkosten, wisselkoersveranderingen en overheidsingrijpen.

### EU-suikermarktordening
In 1968 besloot de toenmalige E.E.G. tot een regulering van de interne Europese suikermarkt: de suikermarktordening. De E.E.G. had tot doel zelfvoorzienend te zijn in suiker, en de boeren stabiele en voldoende inkomsten te garanderen. Dit werd bereikt via hoge importheffingen op suiker van buiten de E.E.G., productiequota per EEG-land, en gesubsudieerde minimumprijzen voor suikerbieten en suiker. De productie van zoetstoffen als alternatief voor suiker werd ook beperkt. Als gevolg hiervan heeft de Europese suikerprijs altijd beduidend boven de wereldmarktprijs gelegen. Deze hoge prijzen leidden tot een Europese jaarproductie van 22 miljoen ton met een jaarlijks suikeroverschot van 6 miljoen ton, dat werd afgezet op de wereldmarkt. 
Sinds 2006 is de marktordening voor de Europese suikersector ingrijpend hervormd. Deze hervormingen beoogden een gezonde suikersector, meer concurrentie en toegang voor tropische rietsuikerproducenten tot de binnenmarkt. De nieuwe marktordening beschermt, gedeeltelijk, de Europese boeren en suikerfabrieken met een tariefmuur, maar er werden tevens productiequota ingesteld voor de suikersector. Daarnaast voorziet deze marktordening in een onbeperkte toegang tot de interne EU markt van rietsuiker uit de Minst Ontwikkelde Landen (MOL) en - tot 2015 nog met een limiet - uit Afrika Caraïben Stille Oceaan-landen (ACS-landen). Dit heeft geleid tot een sanering van de suikersector in de EU waarbij 800.000 hectaren aan suikerbietenteelt is ingeleverd; inmiddels was de EU niet langer een exporteur, maar een importeur van suiker geworden. In 2008 was de EU wereldwijd de grootste importeur van suiker. Omstreeks 2010 nam China die positie over, met Indonesië en de EU vlak daarachter.
In 2013 hebben de Europese landbouwministers besloten het Europese suikerbietenquotum per 30 september 2017 af te schaffen. Er wordt bovendien geen onderscheid meer gemaakt tussen voedingssuiker en industriële suiker, en de minimum-bietenprijs komt te vervallen. De importheffing van 419 euro per ton witsuiker blijft wel gehandhaafd, waardoor suikerexport naar de EU voor de niet MOL- en ACS-landen financieel onaantrekkelijk blijft.
De Europese suikersector voldoet aan de normen die door de EU gesteld zijn op het gebied van pesticiden, voedselveiligheid en milieu.